# Milan Rodić
Milan Rodić (Servisch: Милан Родић) (Drvar, 2 april 1991) is een Servisch voetballer die doorgaans speelt als linksback. In juli 2025 verruilde hij Rode Ster Belgrado voor FC Zürich. Rodić maakte in 2018 zijn debuut in het Servisch voetbalelftal.

## Clubcarrière
Rodić speelde in de jeugdopleiding van OFK Beograd en maakte bij deze club ook zijn debuut in het eerste elftal. Gedurende drieënhalf jaar kwam hij tot zeventig competitieoptredens, waarin hij viermaal scoorde. Hierna trok hij in januari 2013 naar Zenit Sint-Petersburg. De Serviër speelde zes wedstrijden in het restant van het seizoen 2012/13 en werd hierna op huurbasis bij Volga Nizjni Novgorod gestald. Na zijn terugkeer in Sint-Petersburg speelde Rodić nog één competitiewedstrijd, waarna Krylja Sovetov Samara de vleugelverdediger overnam.
Twee seizoenen na zijn komst degradeerde de club uit de Premjer-Liga en hierop keerde Rodić terug naar zijn vaderland Servië. Hij zette bij Rode Ster Belgrado zijn handtekening onder een verbintenis voor de duur van drie seizoenen. Dit contract werd in april 2019 met twee jaar verlengd tot medio 2022. Later kwamen er nog drie seizoenen extra bij. Dit contract verliep medio 2025, waarna Rodić voor een jaar bij FC Zürich tekende.

## Clubstatistieken
| Seizoen | Club                    | Competitie   | Competitie | Competitie | Beker | Beker | Internationaal | Internationaal | Totaal | Totaal |
| Seizoen | Club                    | Competitie   | Wed.       | Dlp.       | Wed.  | Dlp.  | Wed.           | Dlp.           | Wed.   | Dlp.   |
| ------- | ----------------------- | ------------ | ---------- | ---------- | ----- | ----- | -------------- | -------------- | ------ | ------ |
| 2009/10 | OFK Beograd             | Superliga    | 12         | 1          | 1     | 0     | —              | —              | 13     | 1      |
| 2010/11 | OFK Beograd             | Superliga    | 20         | 2          | 0     | 0     | 3              | 0              | 23     | 2      |
| 2011/12 | OFK Beograd             | Superliga    | 25         | 1          | 2     | 0     | —              | —              | 27     | 1      |
| 2012/13 | OFK Beograd             | Superliga    | 13         | 0          | 3     | 2     | —              | —              | 16     | 2      |
| 2012/13 | Zenit Sint-Petersburg   | Premjer-Liga | 4          | 0          | 0     | 0     | 2              | 0              | 6      | 0      |
| 2013/14 | → Volga Nizjni Novgorod | Premjer-Liga | 10         | 0          | 0     | 0     | —              | —              | 10     | 0      |
| 2014/15 | Zenit Sint-Petersburg   | Premjer-Liga | 1          | 0          | 2     | 0     | 1              | 0              | 4      | 0      |
| 2015/16 | Krylja Sovetov Samara   | Premjer-Liga | 16         | 1          | 1     | 0     | —              | —              | 17     | 1      |
| 2016/17 | Krylja Sovetov Samara   | Premjer-Liga | 15         | 1          | 1     | 0     | —              | —              | 16     | 1      |
| 2017/18 | Krylja Sovetov Samara   | FNL          | 2          | 0          | 0     | 0     | —              | —              | 2      | 0      |
| 2017/18 | Rode Ster Belgrado      | Superliga    | 29         | 3          | 1     | 0     | 9              | 0              | 39     | 3      |
| 2018/19 | Rode Ster Belgrado      | Superliga    | 18         | 1          | 3     | 0     | 13             | 0              | 34     | 1      |
| 2019/20 | Rode Ster Belgrado      | Superliga    | 18         | 0          | 2     | 0     | 13             | 0              | 33     | 0      |
| 2020/21 | Rode Ster Belgrado      | Superliga    | 28         | 1          | 3     | 0     | 8              | 0              | 39     | 1      |
| 2021/22 | Rode Ster Belgrado      | Superliga    | 33         | 3          | 4     | 0     | 13             | 1              | 50     | 4      |
| 2022/23 | Rode Ster Belgrado      | Superliga    | 26         | 1          | 3     | 0     | 9              | 0              | 38     | 1      |
| 2023/24 | Rode Ster Belgrado      | Superliga    | 26         | 3          | 2     | 0     | 6              | 0              | 34     | 3      |
| 2024/25 | Rode Ster Belgrado      | Superliga    | 18         | 2          | 4     | 0     | 4              | 0              | 26     | 2      |
| 2025/26 | FC Zürich               | Super League | 0          | 0          | 0     | 0     | —              | —              | 0      | 0      |
| Totaal  | Totaal                  | Totaal       | 314        | 20         | 32    | 4     | 81             | 1              | 427    | 25     |

Bijgewerkt op 14 augustus 2025.

## Interlandcarrière
Rodić werd in mei 2018 door bondscoach Mladen Krstajić opgenomen in de selectie van Servië voor het wereldkampioenschap in Rusland. Rodić maakte zijn debuut in het Servisch voetbalelftal op 4 juni 2018, toen met 1–0 verloren werd van Chili door een treffer van Guillermo Maripán. De vleugelverdediger moest van Krstajić als wisselspeler aan het duel beginnen en viel tien minuten voor tijd in voor Aleksandar Kolarov. De andere debutant dit duel was Luka Jović (Eintracht Frankfurt). Rodić maakte deel uit van de Servische selectie die onder leiding van Krstajić deelnam aan het WK 2018 in Rusland. Daar sneuvelde de ploeg in de voorronde na een overwinning op Costa Rica (1–0) en nederlagen tegen achtereenvolgens Zwitserland (1–2) en Brazilië (0–2). Rodić kwam in geen van de drie WK-duels in actie voor zijn vaderland.
| Interlands van Milan Rodić voor Servië | Interlands van Milan Rodić voor Servië | Interlands van Milan Rodić voor Servië | Interlands van Milan Rodić voor Servië | Interlands van Milan Rodić voor Servië | Interlands van Milan Rodić voor Servië | Interlands van Milan Rodić voor Servië |
| №                                      | Datum                                  | Wedstrijd                              | Uitslag                                | Competitie                             | Goals                                  |                                        |
| Als speler bij Rode Ster Belgrado      | Als speler bij Rode Ster Belgrado      | Als speler bij Rode Ster Belgrado      | Als speler bij Rode Ster Belgrado      | Als speler bij Rode Ster Belgrado      | Als speler bij Rode Ster Belgrado      | Als speler bij Rode Ster Belgrado      |
| -------------------------------------- | -------------------------------------- | -------------------------------------- | -------------------------------------- | -------------------------------------- | -------------------------------------- | -------------------------------------- |
| 1                                      | 4 juni 2018                            | Chili – Servië                         | 1 – 0                                  | Vriendschappelijk                      |                                        |                                        |
| 2                                      | 7 september 2018                       | Litouwen – Servië                      | 0 – 1                                  | Nations League 2018/19                 |                                        |                                        |
| 3                                      | 11 oktober 2018                        | Montenegro – Servië                    | 0 – 2                                  | Nations League 2018/19                 |                                        |                                        |
| 4                                      | 14 oktober 2018                        | Roemenië – Servië                      | 0 – 0                                  | Nations League 2018/19                 |                                        |                                        |
| 5                                      | 20 november 2018                       | Servië – Litouwen                      | 4 – 1                                  | Nations League 2018/19                 |                                        |                                        |
| 6                                      | 10 oktober 2019                        | Servië – Paraguay                      | 1 – 0                                  | Vriendschappelijk                      |                                        |                                        |
| 7                                      | 17 november 2019                       | Servië – Oekraïne                      | 2 – 2                                  | EK 2020 kwalificatie                   |                                        |                                        |

Bijgewerkt op 14 augustus 2025.

## Erelijst
| Competitie            |                       |                                                                        |                       |                       |
| Competitie            | Aantal                | Jaren                                                                  |                       |                       |
| Zenit Sint-Petersburg | Zenit Sint-Petersburg | Zenit Sint-Petersburg                                                  | Zenit Sint-Petersburg | Zenit Sint-Petersburg |
| --------------------- | --------------------- | ---------------------------------------------------------------------- | --------------------- | --------------------- |
| Premjer-Liga          | 1                     | 2014/15                                                                |                       |                       |
| Rode Ster Belgrado    |                       |                                                                        |                       |                       |
| Superliga             | 8                     | 2017/18, 2018/19, 2019/20, 2020/21, 2021/22, 2022/23, 2023/24, 2024/25 |                       |                       |
| Kup Srbije            | 5                     | 2020/21, 2021/22, 2022/23, 2023/24, 2024/25                            |                       |                       |